# Amarcord
Amarcord je talijanska drama iz 1973. godine, koju je režirao Federico Fellini. To je poluautobiografska priča o starenju, koja spaja oštrinu s besramnom komedijom. Amarcord pripovijeda priču o razuzdanoj skupini likova u Riminiju, Fellinijevom rodnom mjestu. Nadalje, radnja filma je smještena u 1930. godinu, odnosno fašističku Italiju. Amarcord riječ na romanjolskom dijalektu, koja dolazi od talijanske riječi ricordo, što znači sjećam se. Film je osvojio 13 raznih filmskih nagrada (među kojima i Oscara za najbolji film na stranom jeziku).

## Radnja
Možda najslavnija ili najozloglašenija scena filma jest ona u kojoj mladi protagonist, tinejdžer Titta (Bruno Zanin), postaje seksualno fiksiran na gradsku prodavačicu duhanskih proizvoda, krupnu ženu s ogromnim grudima. Jednoga dana, u trenutku kada mu se prodavačica počne smijati zbog toga što je pokušao kupiti cigarete izvan radnog vremena, on uspijeva utišati njezin smijeh i zaintrigirati je tvrdeći kako ima dovoljno snage da je podigne. Čuvši njegovu tvrdnju, prodavačica ga izaziva da joj to dokaže, što on i čini. Također, vrlo bitno je napomenuti činjenicu kako Titto tim činom uzbuđuje prodavačicu. Nadalje, nakon što je on spusti i ode sjesti u kut, ona mu otkriva svoje ogromne grudi. No, obuzeta strašću, prodavačica niti tu ne zastaje već masom svoga tijela svladava i pritišće maloga Tittu uz zid, pri čemu mu govori da sisa njezine velike grudi. Uz dodir Fellinijeve ironije, Tittini nezgrapni, očajnički pokušaji da mazi i sisa ogromne, nadolazeće prodavačicine grudi (ona se sve to vrijeme nalazi u ekstazi), završavaju time da ga sami predmeti njegovih najvećih požuda slučajno počnu gušiti. Kada prodavačica to uoči (da ga njene grudi počinju gušiti), ona gubi interes za njim, te ga potom otpravljuje na put (nakon što mu daruje kutiju cigareta).
Također, postoji i vrlo smiješna scena u kojoj mentalno poremećeni zio (ujak) provodi poslijepodne sa svojom obitelji. Nakon nekog vremena provedenog sa svojom obitelji, on se penje na stablo s kojeg potom viče "'Voglio una donna!'" (Želim ženu!). Nakon, prethodno spomenutog, njegov brat (Tittin otac) ga pokušava nagovoriti da se spusti dolje, no zio na to odgovara bacanjem kamenja na svoga brata. Naposljetku, nakon što padne noć, medicinske sestre odvode poremećenog Tittinog ujaka nazad u ustanovu za psihički poremećene bolesnike, pri čemu jedna od njih zaključuje: "Svi smo mi povremeno ludi".

## Glavne uloge
- Armando Brancia kao Aurelio Biondi, Tittin otac
- Bruno Zanin kao Titta Biondi
- Maria Antonietta Beluzzi kao prodavačica duhanskih proizvoda
- Magali Noel kao Gradisca
- Pupella Maggio kao Miranda Biondi, Tittina majka
- Ciccio Ingrassia kao Teo, Tittin ujak

## Nagrade i nominacije
Film je osvojio Oscara za najbolji film na stranom jeziku a uz to bio je još nominiran za istu nagradu u kategorijama: najbolji redatelj (Federico Fellini); najbolji originalni scenarij (Federico Fellini, Tonino Guerra)
Osim prethodno spomenute nagrade i nominacija za Oscara, film je osvojio i još 12 drugih nagrada, uz što je ostvario i još jednu nominaciju.
Ostale nagrade:
Bodil - najbolji europski film (Federico Fellini); nagrada CEC - najbolji strani film; David - najbolji redatelj (Federico Fellini), najbolji film; Critics Award - najbolji strani film (Federico Fellini); Silver Ribbon - najbolji redatelj (Federico Fellini), najbolji novi glumac (Gianfilippo Carcano), najbolja priča (Tonino Guerra, Federico Fellini); KCFCC Award - najbolja strani film; Kinema Junpo Award - najbolji redatelj filma na stranom jeziku (Federico Fellini); NBR Award - najbolji film na stranom jeziku; NYFCC Award - najbolji redatelj (Federico Fellini), najbolji film.
Ostale nominacije:
Zlatni globus - najbolji strani film.

## Kritike
| „              | Ako je ikada postojao film sazdan isključivo od nostalgije i ushita, od filmaša na vrhuncu svojih moći, onda je to Fellinijev "Amarcord"..."Amarcord" je Fellinijev posljednji veliki film. | ” |
| — Roger Ebert, | |   |

| „                 | To nostalgično i poetsko karnevaliziranje prilika u njegovom rodnom Riminiju uoči dolaska fašizma jedan je od najboljih filmova svih vremena, ultimativno umjetničko djelo koja zahvaljujući fellinijevoj duhovitosti, svježini i oštroumnosti komunicira i s najširim masama. Ali, treba svakako istaknuti i fantastičnu glazbu Nina Rote koja je jednako zaslužna za nadrealni i cirkuski dojam. | ” |
| — Arsen Oremović, | |   |

## Vanjske poveznice
- Amarcord u internetskoj bazi filmova IMDb-a
- Criterion Collection essay by Peter Bondanella  Arhivirana inačica izvorne stranice od 12. lipnja 2008. (Wayback Machine)
- DVD review of Amarcord at Alternative Film Guide  Arhivirana inačica izvorne stranice od 19. ožujka 2007. (Wayback Machine)